# Sammy Bossut
Sammy Andre Bossut (Tielt, 11 d'agost de 1985) és un jugador professional de futbol belga que juga com a porter amb el Zulte Waregem en la Primera Divisió de Bèlgica.